# Atomosia metallica
Atomosia metallica är en tvåvingeart som beskrevs av Stanley Willard Bromley 1929. Atomosia metallica ingår i släktet Atomosia och familjen rovflugor.
Artens utbredningsområde är Kuba. Inga underarter finns listade i Catalogue of Life.